# Bantry House
Bantry House (irisch Teach Bheanntraí) ist ein prunkvolles Landhaus nahe Bantry oberhalb der Bantry Bay im County Cork in Irland.

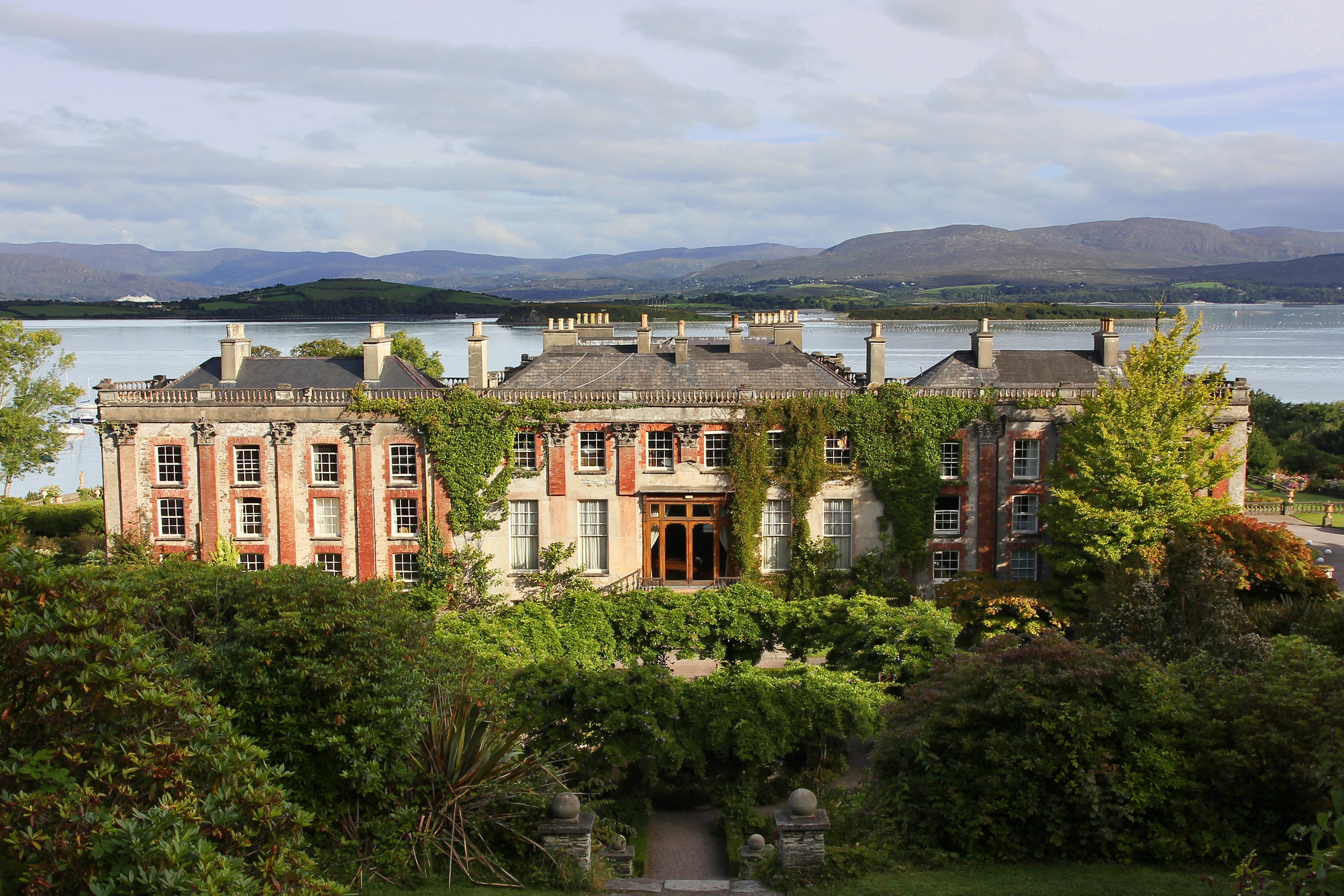
Bantry House und die Bantry Bay (2010)

Das Haus entstand um 1720 und ist seit 1750 Wohnsitz der Familie White. Sie führten von 1816 bis 1891 den Titel Earl of Bantry. Die Innenräume weisen Möbel und Kunstgegenstände aus ganz Europa auf, die der 2. Earl of Bantry von seinen Europareisen mitbrachte. Sehenswert ist besonders der Rosa Salon und das Speisezimmer. Von dem Grundstück hat man einen schönen Blick über die Bantry Bay. Vor dem Haus befindet sich ein italienischer Garten.
Seit 1946 ist das Gebäude für die Öffentlichkeit zugänglich. In den Jahren 2002 und 2004 wurden die wichtigsten Räume grundlegend renoviert.